# Cult
Cult  ou clássico cult (português brasileiro) ou clássico de culto (português europeu), status cult, é a denominação dada aos produtos da cultura popular que possuem seguidores fiéis; é algo cultuado por um grupo de fãs ávidos. Geralmente, algo cult continua a ter admiradores e consumidores mesmo após não estar mais em evidência, devido à produção interrompida ou cancelada (produtos descontinuados). Muitas obras e franquias, inclusive, atingem status de cult depois que suas "vidas úteis" supostamente expiraram.

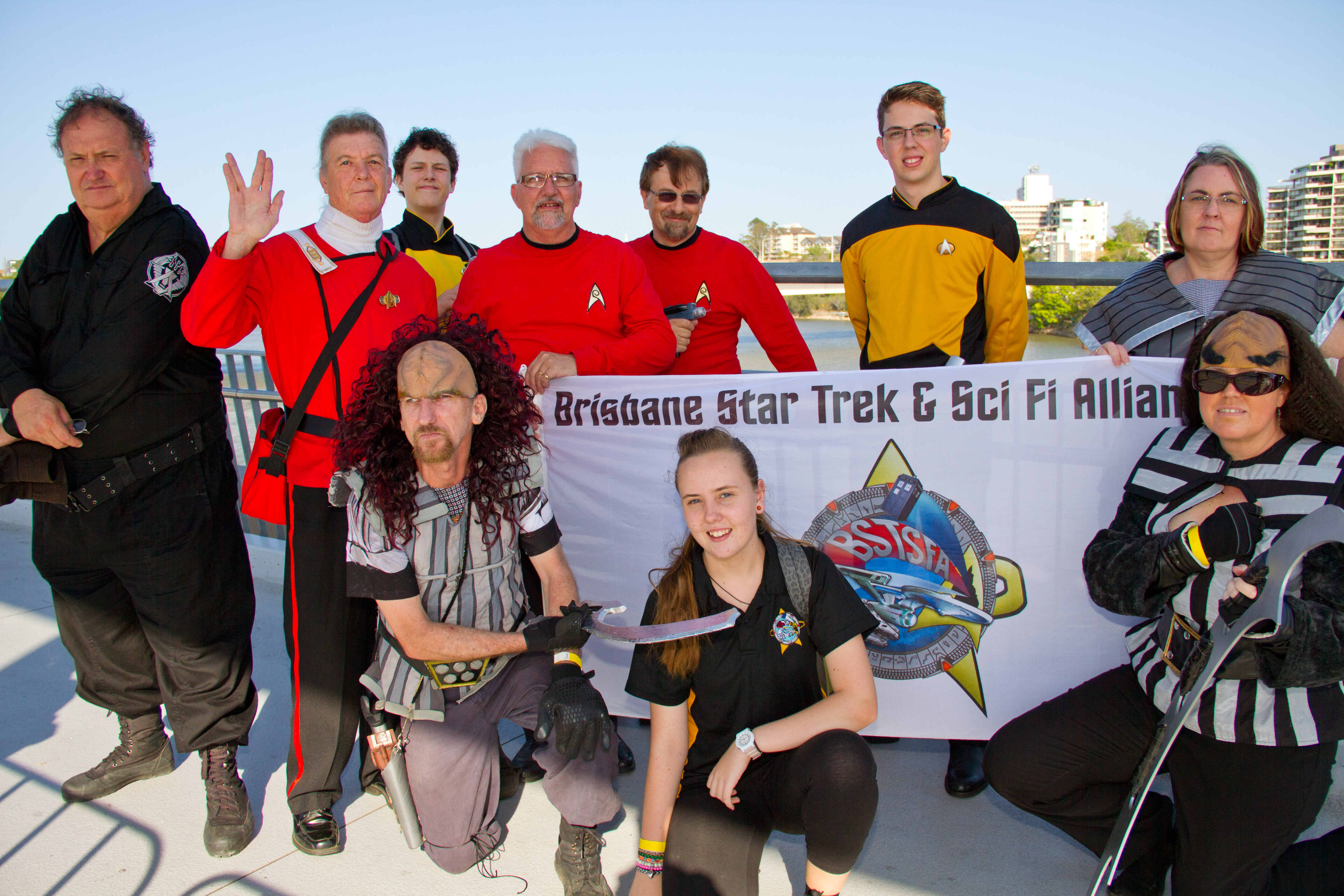
"Trekkies" em um evento Brisbane on Parade. Os entusiastas de Star Trek são um dos exemplos mais conhecidos de uma obra da cultura pop com seguidores cult.

De acordo com o dicionário, "cult" é algo que é admirado por intelectuais ou eruditos e, também é algo que tornou-se admirado por um grupo específico de pessoas, tornou-se um fenômeno. Onde a palavra cult em inglês significa culto, que realmente é o que representa à alguns grupos de "seguidores". Os adeptos geralmente se dedicam a manter contato entre si através de convenções, grupos de discussão na internet e, lojas especializadas. Manifestações desse tipo são os fatores responsáveis pela longevidade cultural dessas obras. Vários grupos de adeptos são tão ativos que inclusive recebem denominações, como os trekkers (fãs da franquia Star Trek) ou os otakus (admiradores de anime e mangá). As denominações dadas aos grupos de fãs passam a ser parte do universo em volta do artefato cultural de adoração, tomando parte na visão geral no inconsciente popular em relação à obra.
Uma franquia, quando se torna cult, na maioria das vezes se estende muito além da sua mídia de origem, como por exemplo a trilogia cinematográfica Star Wars, tornou-se um fenômeno estrondoso, e ramificações de seu conceito original (ramificações dos filmes) são encontradas na forma de quadrinhos, séries, brinquedos, livros, RPGs, animes e jogos eletrônicos, algumas vezes adicionando mais elementos à franquia. O consumo e disponibilidade de ramificações desse tipo é mensurável com as proporções do status cult.

## Fatores que fazem uma obra sercult

### Mundo de fantasia
Obras como Star Wars, Discworld e as histórias de Tolkien introduzem ao leitor um mundo de fantasia com locações e espécies únicas. Além de serem exploradas pelos autores, as possibilidades dentro destes mundos são também estudadas pelos consumidores das obras. Discussões sobre as limitações e capacidades deste ou daquele personagem alimentam debates e discussões que contribuem para manter a franquia nas conversas dos fãs. Estando em evidência desta forma, sua longevidade como cult está assegurada.
Um mundo de fantasia também serve para o leitor imaginar personagens e histórias dentro dos padrões estabelecidos pela franquia, o que gera as fanfics, contos criados por fãs envolvendo o conceito – ou partes dele. Muitas vezes são feitos como sendo sequências ou prequels das histórias originais, ou simplesmente histórias originais envolvendo personagens ou conceitos da obra original. Nota-se que todos são meras criações de fãs, não tendo nenhum peso oficial dentro da franquia.

### Obscuridade
A obscuridade muitas vezes intensifica o status cult de um artefato cultural, já que fãs de algum gênero em particular (ficção científica, fantasia, super-heróis, etc.) muitas vezes se dedicam a buscar o maior número possível de obras dentro de sua área de preferência. Obras menos conhecidas têm a vantagem de estarem livres das expectativas e superexposição comuns às obras do mainstream, o que, além de tornar seu consumo e apreciação mais imparcial, permite aos seus autores uma maior liberdade de explorar os territórios criativos de seu gênero, tornando-as mais ricas em detalhes característicos da sua linhagem.
O cinema é uma grande fonte de franquias cult desse tipo. São denominados cult movies. Podem ser filmes antigos, desconhecidos na sua época, mas que graças às facilidades atuais em relação ao acesso de obras cinematográficas puderam ser descobertas e admiradas. Muitos cult movies são filmes que fracassaram nas telas de cinema, mas que no lançamento em vídeo, conquistaram grandes públicos. No entanto, nem todo cult movie recebe essa classificação por ser obscuro, sendo que alguns são de grande sucesso comercial.

### Boa qualidade/Sucesso comercial
Muitos sucessos de público e crítica muitas vezes são praticamente unânimes no que diz respeito a qualidade. O impacto que eles causam na mídia permanece em evidência por anos, alcançando espaços consideráveis na história. Filmes como as trilogias Star Wars e as séries O Senhor dos Anéis e Harry Potter, assim como megassucessos como E o Vento Levou, O Mágico de Oz e Ben-Hur acabam por ter status cult instantâneo. Também são exemplos produções inovadoras, como as animações adultas Beavis & Butt-Head, South Park e Uma Família da Pesada, assim como o bloco Adult Swim do Cartoon Network. Quadrinhos como Os Invisíveis, de Grant Morrison, e Sandman, de Neil Gaiman, conseguiram um sucesso repentino que veio junto com uma adoração cult sem precedentes na área por serem alternativos a tudo que se fazia no momento. Apesar de aparentemente estarem sob o underground, é justamente essa aparência que lhes proveram sucesso comercial.

### Baixa qualidade/Fracasso comercial
Em um fator aplicável somente ao cinema, a baixa qualidade (ou a total ausência da mesma) pode ser o catalisador para uma obra se tornar cult (filmes B ou produções hollywoodianas de baixo orçamento como Mamãezinha Querida, assim como as produções do diretor Edward D. Wood Jr.).
Muitos dos filmes obscuros das décadas de 1940, 1950 e 1960, que passam a ser cult ao serem redescobertos, são vistos como tal por serem considerados ingênuos ou ridículos de acordo com os padrões atuais, com efeitos especiais e diálogos risíveis. Além dos filmes de Ed Wood, são exemplos Eegah, Santa Claus Conquers the Martians, The Creeping Terror, The Incredibly Strange Creatures Who Stopped Living and Became Mixed-Up Zombies, Manos: The Hands of Fate e Attack of the 50 Foot Woman.
Estes filmes não devem ser confundidos com filmes humorísticos como The Toxic Avenger, Bad Taste, Army of Darkness e os trabalhos de John Waters, que usam propositadamente os elementos desses filmes "tão ruins que são bons" para efeitos cômicos. No entanto, trabalhos dessa linha também podem ser considerados cult, por justamente darem continuidade ao legado de baixa qualidade risível deixado pelos filmes B, praticamente extintos.